# John Emanuels
John Emanuels (Paramaribo, 25 febbraio 1963) è un ex cestista olandese.

## Carriera
Con i Paesi Bassi ha disputato due edizioni dei Campionati europei (1987, 1989).